# Ermita de Sant Antoni (la Torre de l'Espanyol)
Sant Antoni és una ermita catalogada a l'Inventari del Patrimoni Arquitectònic de Catalunya, al sud del nucli urbà de la Torre de l'Espanyol, al peu de la muntanya del lo Tormo (Ribera d'Ebre) Edifici de planta rectangular que consta d'una sola nau amb absis no marcat en planta. L'interior presenta la nau coberta amb una volta de canó dividida per un arc toral que es recolza sobre una pilastra. Entre l'arc i la pilastra hi ha una cornisa que envolta la nau, interrompuda a l'alçada de la fornícula, que és d'arc de mig punt i està situada a la zona de l'absis. Aquesta conté la imatge de Sant Antoni de Pàdua. La capella està coberta a dues vessants amb el carener perpendicular a la façana. A l'exterior la fornícula sobresurt del mur i es recolza damunt d'un sòcol i un banc de pedra. Com a coronament destaca un petit capcer ondulant, al centre del qual hi ha el nom de "Sant Antoni" amb lletres de ferro. Sota d'aquest hi ha un òcul. Té un petit porxo obert en arc de carpanell que cobreix l'entrada. La porta d'accés és d'arc rebaixat adovellat que incorpora la inscripció 1861 a la clau. La construcció es troba arrebossada i pintada de color blanc.